# ميرلا كاستيلانوس
ميرلا كاستيلانوس (Mirla Castellanos)، مغنية فنزويلية مشهورة مع مهنة تمتد على مدى 40 عاماً، غالباً ما يشار إليها باسم «الأولى La Primerísima».
بدأت حياتها المهنية كمغنية مع الفرقة «كوارتيتو لوس نيبس» في الستينيات قبل أن تغني بشكل منفرد.
أنتقلت إلى أوروبا في أواخر الستينيات، غنت لعدة ملحنين مثل دومينيكو مودونيو، والتي غنت معه في وقت لاحق دويتو «الرائع Meraviglioso» أثناء العرض التمهيدي لمهرجان سان ريمو عام 1968..
فازت ميرلا بجائزة مهرجان بينيدورم للأغنية الدولي مع الملحن مانويل اليخاندرو. وبعد عودتها إلى أمريكا الجنوبية في عام 1970، أحتلت المركز الثاني في مهرجان الأغنية لأمريكا اللاتينية. بدعم من برامج مثل سابادو سينساسيونال والعرض الحي الخاص بها "Primerísima," عززت ميرلا سمعتها في السبعينيات والثمانينيات، وكان أول ظهور لها في نيويورك في شاتو مدريد في عام 1976.
مع الألبوم بعنوان «أعود قريباً Vuelve Pronto»، أصبحت أول مغني فنزويلي يحصل على أعتراف البيلبورد في عام 1983، قبل أصدار «فنزويلا Venezuela»، سجلت أغانيها مع الأوركسترا السمفونية الفنزويلية فقط.
كان ألبوم ميرلا كاستيلانوس «كما لو لم يحدث Como Nunca» عبارة عن تجميعة أعظم أغانيها.
من بين العديد من أغانيها الناجحة هناك الكثير من الأغاني الرمزية لميرلا أحداهن نسخة عاطفية وقوية من من تأليف البرتو كورتيز: «الجد El Abuelo».
شاركت ميرلا كاستيلانوس تقريباً في كل عام في العروض الموسيقية السنوية من مسابقة ملكة جمال فنزويلا، التي تنتجها خواكين ريفييرا. وكان الأستخدام المكلف للأزياء والتألق في الرقصات جوانب تدار بشكل جيد من قبل ميرلا خلال «السنوات الذهبية» من التلفزيون الفنزويلي.
حالياً ميرلا كاستيلانوس مغنية محترمة نالت العديد من الجوائز والأعتراف الدولي في البلدان الناطقة بالإسبانية وتلقب بـ"Balada romántica" (موسيقى رومانسية وشعبية في هيسبانو).

## وصلات خارجية
- ميرلا كاستيلانوس على موقع ميوزك برينز (الإنجليزية)
- ميرلا كاستيلانوس على موقع أول ميوزيك (الإنجليزية)
- الموقع الرسمي لميرلا كاستيلانوس
- فيديو ميرلا تغني "El Abuelo"